# Francis Stuart Chapin
Francis Stuart Chapin (* 3. Februar 1888; † 7. Juli 1974) war ein US-amerikanischer Soziologe und 25. Präsident der American Sociological Association. Er lehrte als Professor an der University of Minnesota und war in der Zwischenkriegszeit ein einflussreicher Pionier der Quantitativen Sozialforschung in den Vereinigten Staaten.